# Internationale Dag van de Planetoïde
De Internationale Dag van de Planetoïde – door de UNOOSA (United Nations Office for Outer Space Affairs, een onderdeel van de Verenigde Naties) uitgeroepen als International Asteroid Day – vindt jaarlijks plaats op 30 juni.

## VN-resolutie

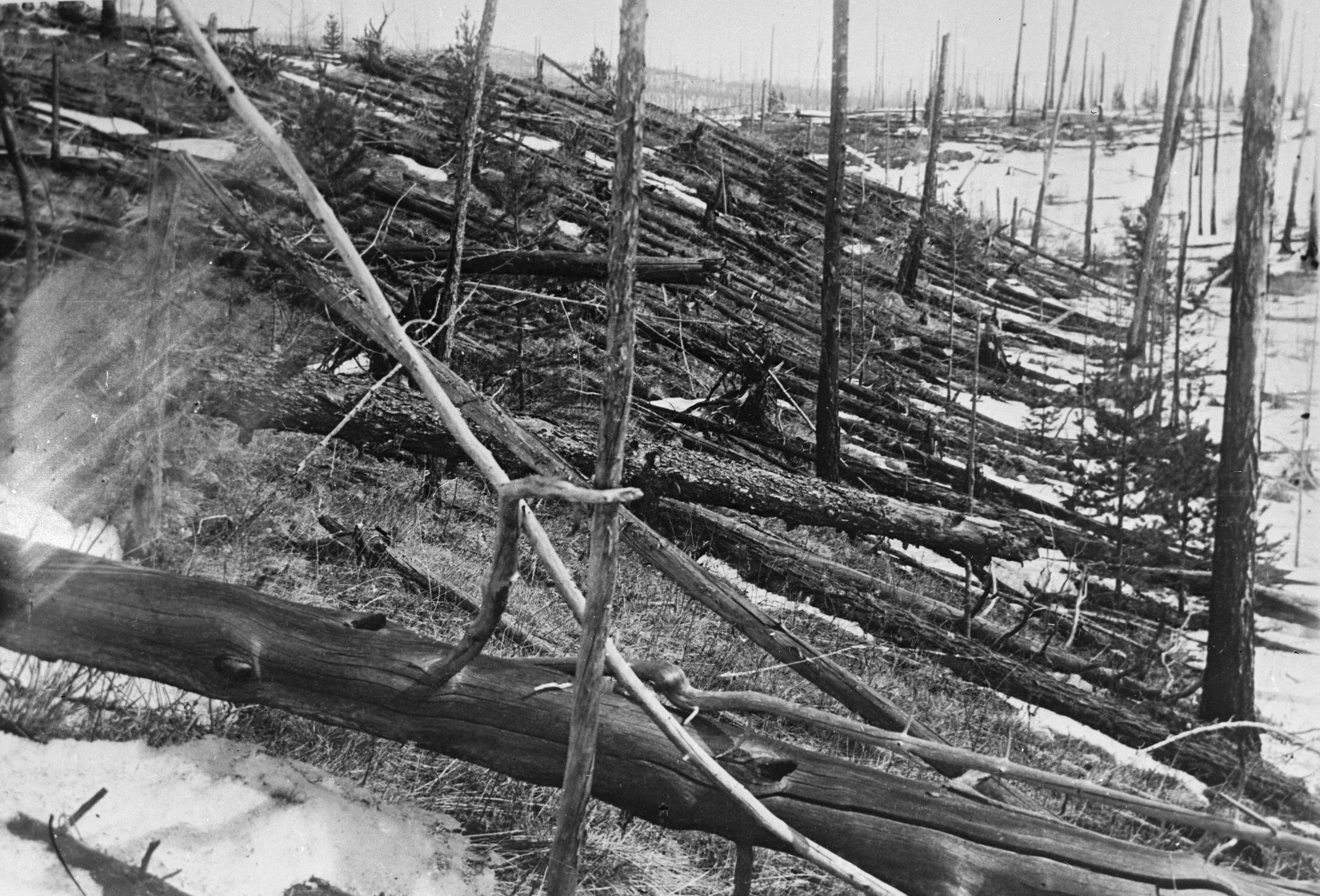
Omgeknakte en verbrande bomen na de Toengoeska-explosie.

In december 2016 nam de Algemene Vergadering van de Verenigde Naties resolutie A / RES / 71/90 aan waarmee 30 juni werd uitgeroepen tot internationale "planetoïdendag". Deze dag zal dan elk jaar de Toengoeska-explosie van 1908 boven Siberië herinneren. Het doel is om het publiek bewust te maken van het gevaar van de inslag van een planetoïde. Eveneens om te informeren over crisiscommunicatie en acties die op mondiaal niveau zouden moeten worden ondernomen in geval van een aannemelijke dreiging van objecten in de buurt van de aarde.

## Bedreigingen
Planetoiden of kometen die dicht bij de baan van de aarde komen (aardscheerders genaamd) kunnen een potentieel catastrofale bedreiging vormen. Volgens studies zijn er per 2020 zo'n 25.000 van dit soort objecten ontdekt.
Op 15 februari 2013 kwam een grote vuurbal met een snelheid van 18,6 kilometer per seconde de atmosfeer binnen en viel uiteen in de lucht boven Tsjeljabinsk. Volgens NASA werd de geschatte effectieve diameter van de planetoïde geschat op 18 meter met een massa van 11.000 ton. De geschatte energie impact van deze vuurbal had een TNT-equivalent van 440 kiloton. Hiermee na de Toengoeska-explosie de tweede grootste planetoïde-explosie sinds mensenheugenis.
Andere recente bedreigingen: 
- 2014 HQ124 - ontdekt op 23 april 2014 en ging voorbij op 1.250.000 km van de aarde in hetzelfde jaar op 8 juni. Slechts 46 dagen na ontdekking
- 2015 TB145 - ging voorbij op 490.000 km. Slechts 21 dagen na zijn ontdekking.

## Organisaties
Het UNOOSA is op zoek naar dergelijke aardscheerders en meent dat deze een wereldwijd probleem zijn dat een internationale reactie vereist. Om een dergelijk gevaar aan te pakken – inclusief de identificatie van die objecten die een dreigende impact vormen en het plannen van een overeenkomstige mitigatie-campagne – is samenwerking vereist in het belang van de openbare veiligheid van de kant van de wereldgemeenschap.
Voortbouwend op aanbevelingen voor een internationale reactie op een dreiging van dergelijke impact wordt deze onderschreven door het Comité voor het vreedzaam gebruik van de ruimte (COPUOS) in 2013, het International Asteroid Warning Network (IAWN) en de Space Mission Planning Advisory Group (SMPAG ) opgericht in 2014.
Het International Asteroid Warning Network (IAWN) maakt gebruik van gedefinieerde communicatieplannen en protocollen om regeringen te helpen bij de analyse van mogelijke gevolgen van een inslag, en om de planning van mitigerende maatregelen te ondersteunen.
De Space Mission Planning Advisory Group (SMPAG) is een interruimteagentschapsforum dat technologieën identificeert die nodig zijn voor de afbuiging van objecten in de buurt van de aarde. Dit heeft tot doel consensus te bereiken over aanbevelingen voor planetaire verdedigingsmaatregelen.